# Контрада Нотаро Јако (Лече)
Контрада Нотаро Јако (итал. Contrada Notaro Iaco) је насеље у Италији у округу Лече, региону Апулија.
Према процени из 2011. у насељу је живело 87 становника. Насеље се налази на надморској висини од 74 м.